# Спиро Тончев
Спиро А. Тончев (Танчев) е български общественик и просветен деец от ранното Българско възраждане.

## Биография
Роден е в Охрид. Получава образование в Атина. Връща се в Македония и е назначен от гръцкия владика Герасим Пелагонийски за учител в гръцко училище в Прилеп след 1840 година. Около 1854 година е учител в гръцко училище в Охрид, а след това пак в Прилеп. По-късно се отмята от елинизма и участва активно в българската църковна и просветна борба.